# 왈레이아나속
왈레이아나속(Whalleyana)은 나비목 옵텍토메라류에 속하는 마다가스카르섬에서 발견되는 수수께기같은 나방 속의 하나이다.
2종으로 이루어져 있으며, 생태와 다른 나방과의 근연 관계는 아직 알려져 있지 않다. 이전에는 이 속을 창나방(창나방과)으로 분류했지만, 1991년에 별도의 독립적인 과로 분류했으며(Minet, 1991), 나중에 상과 레벨(Dugdale et al., 1999: 229-230)로 승격시켰다(Fänger, 2004).
- Whalleyana vroni Viette, 1977
- Whalleyana toni Viette, 1977